# Протистояння в Одесі (2014)
Протистояння в Одесі 2014 року — нібито як  серія конфліктів, які відбулися  між активістами Євромайдану та Антимайдану протягом 2014 року. Подія пов'язані із перемогою Євромайдану у лютому 2014 року і втечею Януковича.Потім після утворення кріпацько-квазі утворень ЛНР та ДНР це квазі держави Росії були першими кроками до знищення українського народу але російські військові не захопили потім з Москви надійшов наказ людей треба катувати та зґвалтувати це все зробили.останні події не були сприйняті проросійськи налаштованою частиною населення України.

## Протистояння у січні-лютому 2014
26 січня близько 2 000 активістів Євромайдану пройшли маршем до будівлі обладміністрації, але зустріли супротив проросійський настроєних прихильників Партії регіонів. Будівля обладміністрації виявилася забарикадованою муніципальною владою — біля входів були зведені бетоні блоки, які зашкодили проведенню повторної акції 28 січня.
Перша сутичка відбулася 19 лютого 2014 року, коли біля будівлі обладміністрації відбувалася акція «Досить стріляти» проти застосування міліцією зброї проти активістів Євромайдану в Києві. Під час акції на активістів Євромайдану напали близько 100 антимайданівців одягнених у шоломи і маски, озброєних бейсбольними битами. Крім протестувальників постраждали троє журналістів і двоє операторів.

## «Російська весна»
Після втечі Януковича у лютому 2014 року конфлікт загострився. 1 березня в Одесі відбулася 5 000 проросійська демонстрація. Потім, протягом березня, відбулася серія демонстрацій із вимогами референдуму за надання Одесі автономії. 3 березня близько 200—300 учасників із російськими прапорами намагалися штурмувати будівлю обладміністрації.
Сутичка між активістами Євромайдану і Антимайдану відбулася під час візиту до Одеси Олега Царьова. Олег Царьов був заблокований активістами Євромайдану у будівлі готелю «Променад». Йому на допомогу прибули учасники Антимайдану в екіпіровці (шоломи, маски), озброєні бейсбольними бітами та киями, натомість в активістів Євромайдану будь-які засоби захисту були відсутні. Провокуючи сутичку, антимайданівці спалили червоно-чорний прапор. В результаті декілька людей постраждали. Групою антимайданівців, як і під час їх попередньої акції, 19 лютого, керували Єгор Кваснюк і В'ячеслав Маркін.
16 квітня в інтернеті з'явилася інформації про проголошення «Одеської народної республіки» в межах Одеської області. Однак активісти антимайдану спростували своє відношення до цієї акції. Місія ОБСЄ оцінювала ситуацію в Одесі як спокійну. Лідери антимайдану заявили, що їх метою є створення не Одеської республіки, а більш широкого утворення — Новоросії, автономії в складі України. 25 квітня в учасників самооборони на блокпосту біля Одеси була кинута граната, яка травмувала 7 осіб.

## Протистояння 2 травня

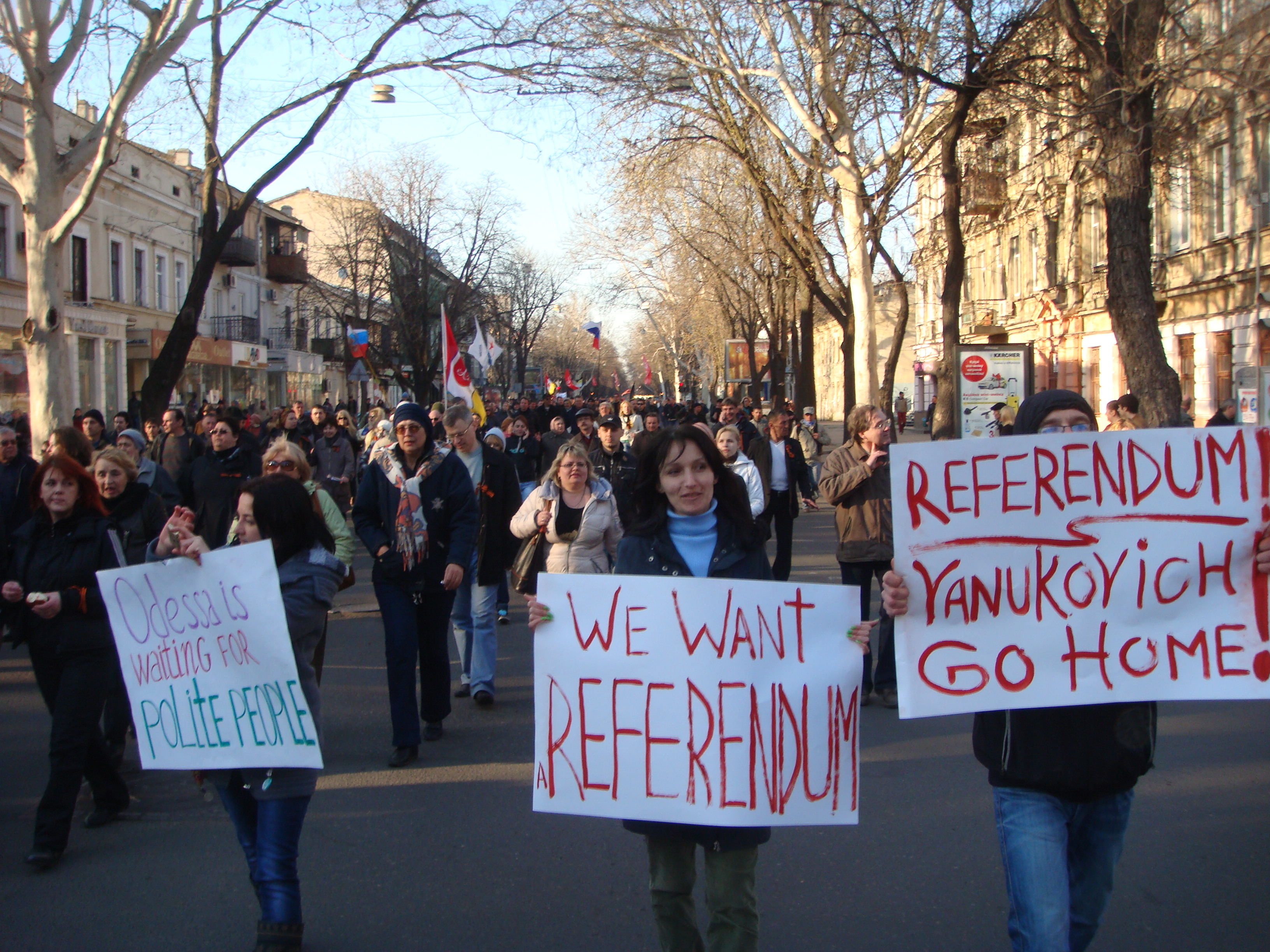
Проросійська демонстрація у березні 2014 року

2 травня 2014 року в Одесі відбулися масові заворушення, які призвели до загибелі близько 40 осіб. Конфлікт розпочався між проукраїнськи налаштованими громадянами, ультрас футбольних клубів «Чорноморець» і «Металіст» з одного боку й проросійськими сепаратистськи настроєними активістами з іншого боку. Протистояння почалися у центрі міста на вулицях Грецькій, Дерибасівській, Грецькій площі, а згодом перейшли у гоніння проросійських активістів по більшій частині центра міста на їх місце дислокації, Куликове поле. Саме там, на Куликовому полі, було найбільше жертв, зокрема, через підпал штабу сепаратистів у Будинку профспілок.